# Dasyhelea wirthicola
Dasyhelea wirthicola är en tvåvingeart som beskrevs av Ryszard Szadziewski 1985. Dasyhelea wirthicola ingår i släktet Dasyhelea och familjen svidknott.
Artens utbredningsområde är Pakistan. Inga underarter finns listade i Catalogue of Life.